# Rwandatel
Rwandatel era una companyia telefònica amb seu a Kigali, Ruanda.

## Història
Rwandatel es va fundar el 1993 com a empresa pública per proveir serveis de telefonia i serveis d'internet, inclosa la telefonia local i el servei de llarga distància.
El 2006, el nord-americà Greg Wyler va prendre el 99% de control de Rwandatel a través de la seva empresa de comunicacions Terracom.
A causa de les restriccions financeres, el govern de Ruanda va mantenir negociacions amb els inversors de Terracom al juny de 2007 per tal d'establir el valor de l'empresa i organitzar un comprador de Rwandatel pel govern. El preu total de compra acordat va ser de 11.910.000 de dòlars USA, dels quals el govern va adquirir el 70 %, mentre que Caisse Sociale du Rwanda (ara Rwanda Social Security Board) va adquirir el 30% de l'empresa.
Al setembre de 2007, la firma d'inversió de Líbia LAP (Libyan Investment Portfolio) Green, va adquirir el 80% de Rwandatel per 100 milions de dòlars americans i va acordar invertir uns altres 177 milions $ durant els 5 anys següents així com acceptar complir els objectius de veu sense fils i de desplegament de dades. Altres inversions de LAP Green són el control del 69% d'Uganda Telecom.
Degut al conflicte libi de 2011, el govern de Ruanda el govern de Ruanda va complir amb les resolucions de les Nacions Unides que exigien que es congelessin els actius libis del país. Això va portar a restriccions financeres a Rwandatel, ja que depenia del finançament de LAP Green. Això va portar Rwanda Utilities Regulatory Authority (RURA) a revocar la llicència de la companyia per proporcionar serveis mòbils i 3G el 4 d'abril de 2011. En aquest punt, l'empresa s'enfronta a una forta competència de MTN Rwanda i Tigo Rwanda.
El 2013, els actius de la fallida Rwandatel van ser adquirits per Econet Wireless a través de la seva filial Liquid Telecom per 4 milions de dòlars, una fracció dels actius de LAP Green.

## Propietat
A la data de liquidació, l'estructura de la propietat de les acciones de Rwandatel era:
| Rang | Nom del propietari           | Percentatge |
| ---- | ---------------------------- | ----------- |
| 1    | LAP Green de Líbia           | 80.0        |
| 2    | Rwanda Social Security Board | 20.0        |
|      | Total                        | 100.0       |